# Ferrari 857 S
La 857 S è un'autovettura da competizione prodotta dalla Ferrari nel 1955 in quattro esemplari.

## Il contesto
La 857 S fu costruita per contrastare la Mercedes-Benz nelle competizioni dell'epoca. Le vetture Ferrari di quegli anni, cioè la 750 Monza, la 376 S e la 735 LM non riuscirono infatti a realizzare questo proposito, e si decise quindi di lanciare il modello in questione. 

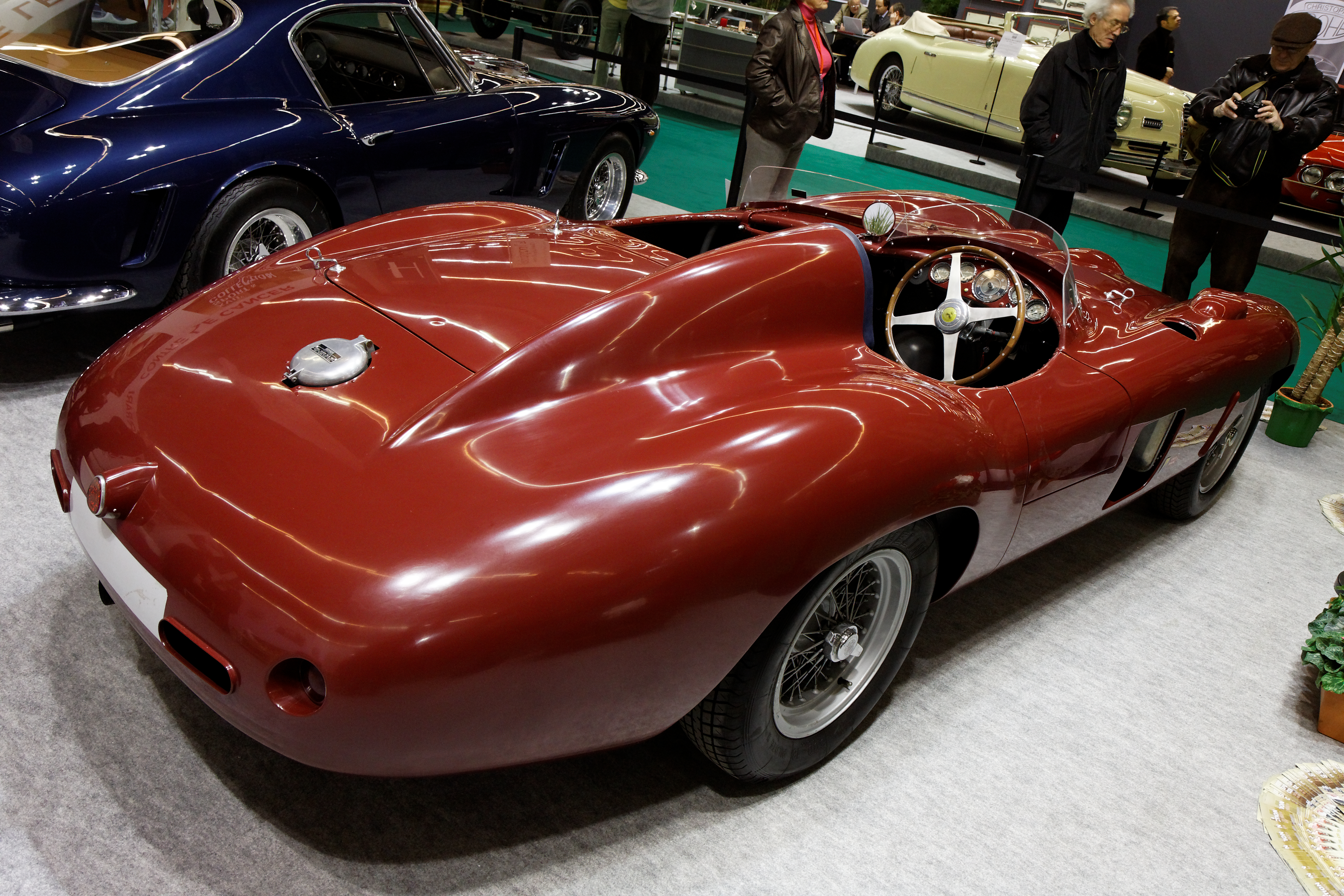
Posteriore della 857 S

Nei primi anni cinquanta la Ferrari usava e sviluppava principalmente due tipologie di motori per le corse: il quattro cilindri in linea progettato da Aurelio Lampredi ed il V12 di Gioachino Colombo. Questi due tipi di propulsori possedevano delle caratteristiche che li facevano preferire in base al grado di sviluppo. Ad esempio, una di esse era il consumo di carburante, ed il primo era meno “assetato” rispetto al secondo.
Per questi motivi Enzo Ferrari diede un impulso allo sviluppo dei quattro cilindri in linea. Inoltre, al Campionato mondiale di Formula 1 del 1952 furono applicate regole derivate dalla Formula 2, e questo diede un forte stimolo all'evoluzione di questa tipologia di motore. Il primo che fu sviluppato, un 2 L di cilindrata, venne montato con successo sulla 500 F2, che conquistò due titoli mondiali di Formula 1 (1952 e 1953). Una serie di sviluppi portarono alla costruzione di altri due tipi di motori a quattro cilindri in linea, che avevano una cilindrata rispettivamente di 2,5 L e 3 L. Vennero installati su tre modelli da competizione: il primo sulla 625 TF ed il secondo sulla 735 S e sulla 750 Monza.
Un'ulteriore evoluzione di questo quattro cilindri in linea fu quello montato sulla “857 S”. Esso aveva una cilindrata di 3,4 L, e questo fu il valore più alto raggiunto da questo tipo di propulsore Ferrari. Il nome del modello era collegato alla cilindrata unitaria (cioè quella relativa ad un solo cilindro) di questo motore, che era di circa 857 cm³.
Dalla “857 S” derivò poi la 860 Monza, con cui condivideva molte caratteristiche tecniche e la linea della carrozzeria. Quest'ultima fu costruita da Scaglietti, che realizzò il corpo vettura di entrambi i modelli.

## Le competizioni
La gara più importante a cui partecipò la “857 S” fu il Tourist Trophy del 1955, ma senza successo; la gara fu infatti vinta da una Mercedes-Benz 300 SLR. Dopo questa corsa la sua evoluzione si interruppe, e la Ferrari puntò sulla stagione successiva con lo sviluppo di altri modelli, il primo dei quali fu la 860 Monza.
La vettura conobbe poi una serie di risultati positivi nelle competizioni organizzate in America nel 1955 e nel 1956.

## Caratteristiche tecniche

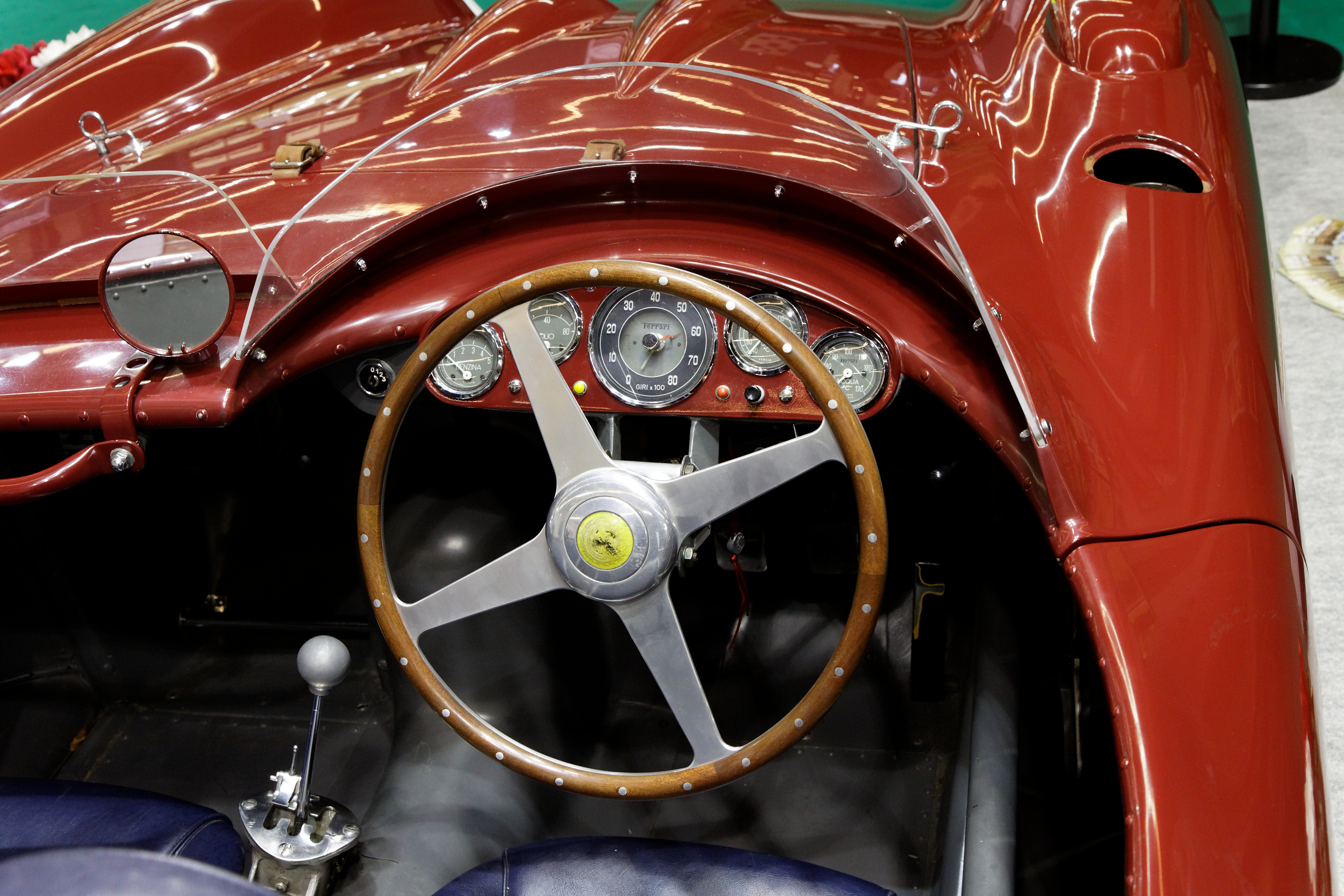
L'abitacolo

Il motore era un quattro cilindri in linea non sovralimentato anteriore e longitudinale. L'alesaggio e la corsa erano rispettivamente 102 mm e 105 mm, che portavano la cilindrata totale a 3431,93 cm³. Il monoblocco e la testata erano fabbricate in lega leggera. Il rapporto di compressione era di 8,5:1, mentre la potenza massima erogata dal propulsore era di 280 CV a 6000 giri al minuto .
La distribuzione era formata da un doppio albero a camme in testa che comandava due valvole per cilindro. L'alimentazione era assicurata da due carburatori di marca Weber e modello 58 DCOA/3. L'accensione era doppia ed il relativo impianto comprendeva due spinterogeni. La lubrificazione era a carter secco, mentre la frizione era multidisco.
Le sospensioni anteriori erano indipendenti, con quadrilateri trasversali, molle elicoidali e barra stabilizzatrice, mentre quelle posteriori erano formate da un ponte De Dion, doppi puntoni e da una balestra trasversale superiore. Entrambe montavano ammortizzatori idraulici. I freni erano idraulici a tamburo sulle quattro ruote, mentre lo sterzo era a vite senza fine e settore dentato. La trazione era posteriore, e la trasmissione era formata da un cambio manuale a cinque rapporti più la retromarcia.
Il telaio era tubolare in acciaio. La carrozzeria era spider a due posti, ed era opera di Scaglietti.